# Ouvert pour cause d'inventaire
Pour plus de détails, voir Fiche technique et Distribution.
Ouvert pour cause d'inventaire est un film français d'Alain Resnais, réalisé en 1946, son premier long métrage, considéré comme perdu.

## Synopsis
Selon Alain Resnais, ce film est « fondé sur l'écriture automatique, les associations d'idées » et il y est question d'un imperméable. Les scènes sont rythmées par le passage du métro.

## Fiche Technique
- Réalisateur : Alain Resnais
- Tourné en : France
- Ce film ne fut pas distribué.
- Format :  Son mono - Noir et blanc - 16 mm inversible  - 1,37:1
- Durée : 90 minutes

## Distribution
- Danièle Delorme : la noyée[1]
- Pierre Trabaud
- Michel Auclair
- Nadine Alari
- Roland Dubillard
- Rémo Forlani
- Daniel Gélin
- Marie Mergey
- Yves Peneau
- Gérard Philipe

## Production
Alain Resnais rencontre Danièle Delorme lors d'une séance de ciné-club qu'il organise où est arrivée en avance[Quoi ?], deux ou trois ans avant le tournage du film.
Le film met deux ans à se tourner car à l'époque les imperméables sont très rares et il faut en emprunter un pour le film. L'imperméable en question étant perdu, il sera très difficile d'en trouver un autre. Le film est tourné en film inversible avec une équipe bénévole.
Resnais décrit le film comme « fait pour être projeté à douze personnes. » Il pense qu'il est resté dans une des chambres de bonne où il a vécu et que la pellicule n'a pas pu être conservée dans de bonnes conditions.